# ナタウット・プーンピリヤ
ナタウット・"バズ"・プーンピリヤ (タイ語: นัฐวุฒิ พูนพิริยะ、英語: Nattawut ”Baz” Poonpiriya、1981年 - ）は、タイの映画監督で、テレビコマーシャルやミュージックビデオで幅広く活動している。映画『カウントダウン』『バッド・ジーニアス 危険な天才たち』『プアン/友だちと呼ばせて』の監督としてよく知られている。

## 生い立ち
ナタウットは、シーナカリンウィロート大学で舞台演出の修士号を取得した。卒業後、3年間テレビコマーシャルを中心に活動した後、ニューヨークのプラット・インスティテュートでグラフィックデザインを学ぶ。2011年にタイに戻り、ミュージックビデオディレクターとして働いた。2012年にGTHの最初の長編映画、ホラー/スリラーの『カウントダウン』を監督。この映画は、スパンナホン賞で3部門の受賞をした。その後、ナタウットは長編映画を休止し、再び広告に専念した。2017年に公開された長編第2作『バッド・ジーニアス 危険な天才たち』は、アワードで記録的な12部門を獲得した。

## フィルモグラフィー

### 長編映画
- カウントダウン (2012)
- バッド・ジーニアス 危険な天才たち (2017)
- プアン/友だちと呼ばせて (2022)

### 短編映画
- The Library (2013)
- Present Perfect (2014) [4]
- i Stories 'L' (2018) Khamkwan Duangmanee との共同監督[5]

## 受賞
- 第22回スパンナホン・ナショナル・フィルム・アワード最優秀脚本賞（カウントダウン、2012）
- 第27回スパンナホン・ナショナル・フィルム・アワード最優秀監督賞（バッド・ジーニアス 危険な天才たち、2017）
- 第27回スパンナホン・ナショナル・フィルム・アワード最優秀脚本賞（タニダ・ハンタウィーワタナとヴァスドーン・ピヤロムナとの共同受賞、バッド・ジーニアス 危険な天才たち 、2017）
- 第26回バンコク批評家協会賞最優秀監督賞（バッド・ジーニアス 危険な天才たち、2017）
- 第26回バンコク批評家協会賞最優秀脚本賞（タニダ・ハンタウィーワタナ、ヴァスドン・ピヤロムナとの共同受賞、バッド・ジーニアス 危険な天才たち 、2017）